# Luigi Rossi
Luigi Rossi (Torremaggiore, 1597 circa – Roma, 19 febbraio 1653) è stato un compositore, musicista e maestro di canto italiano.

## Biografia
Rossi nacque a Torremaggiore (Foggia) tra gli ultimi mesi del 1597 e i primi del 1598. La sua data di nascita non è certa poiché il terremoto del 1627 provocò la quasi completa distruzione degli archivi delle due chiese parrocchiali: San Nicola e Santa Maria della Strada.
Secondo la tradizione, la famiglia Rossi abitava nel Codacchio (antico quartiere) ovvero nella Torre Mobilia, fortificazione che faceva parte della cinta muraria. Solo dall'atto di morte si desume che Rossi nacque a Torremaggiore e che era figlio di Donato. Dal primo testamento, redatto dal notaio Cermontini di Roma nel novembre del 1641, si desume che Rossi aveva sei fratelli: Dionisio, Giovan Tommaso, Giulio Cesare, Felice Antonio, Giuseppina e Giovan Carlo.
Da uno scritto autografo conservato al British Museum di Londra si desumono alcune notizie del soggiorno del Rossi a Napoli. Egli, infatti, visse nella città partenopea per circa quattordici anni. Quindi, lasciò Torremaggiore a nove anni, probabilmente con una borsa di studio offerta dal principe de Sangro, feudatario del luogo; studiò musica con Jean De Macque, maestro di origine fiamminga, direttore della cappella reale, cioè la migliore scuola possibile.
Rossi, oltre a comporre musica, sapeva cantare, suonare l'organo, il cembalo ed il liuto. Si trattava, quindi, di un vero "enfant prodige". Nel 1620 si trasferì a Roma per essere assunto dal principe Marcantonio II Borghese, nipote di papa Paolo V.
Il 3 luglio 1627 sposò Costanza De Ponte, arpista, presso la chiesa di San Lorenzo in Lucina, ma non ebbero figli. Nel 1633 fu assunto come organista presso la chiesa di San Luigi dei Francesi. A Roma fu raggiunto dal fratello Giovan Carlo, arpista, che stava a Torremaggiore.
Nel 1635 Luigi e la moglie furono invitati a Firenze dal granduca Ferdinando. Intanto la famiglia Borghese soffriva un lento declino: il papato era in mano ai Barberini con papa Urbano VIII.
Nel 1641, Rossi fu assunto dal cardinale Antonio Barberini. Fu messa in scena la sua prima grande opera-oratorio: Giuseppe, figlio di Giacobbe con il libretto di Francesco Buti. Nel novembre dello stesso anno fu colpito da una grave polmonite, ma riuscì a sopravvivere ed a rimettersi in sesto.
Nel 1642 mise in scena Il palazzo incantato di Atlante, su libretto di monsignor Giulio Rospigliosi, il futuro papa Clemente IX e di Ludovico Ariosto. La costosa rappresentazione al Palazzo Barberini di Roma con Marc'Antonio Pasqualini ebbe uno straordinario successo, tanto che furono necessarie diverse repliche con non pochi problemi di ordine pubblico.
Nel 1644, con l'elezione di papa Innocenzo X, il papato finì nelle mani dei Pamphili, filospagnoli e rivali dei Barberini, filofrancesi. Nel 1648, questi ultimi, per evitare guai più seri, si rifugiarono presso la corte di Parigi. Il regno francese era retto dalla regina Anna d'Austria, madre dell'infante Luigi XIV, futuro Re Sole, con la collaborazione del primo ministro cardinale Giulio Mazzarino. Lo stesso anno, Luigi fu inviato a Parigi, dove mise in scena l'opera Orfeo, su libretto di Francesco Buti. Il successo fu straordinario, e furono necessarie diverse repliche. Persino i nobili e ambasciatori dovettero mettersi in lista d'attesa per ottenere il posto in sala.
A Parigi, Rossi ricevette la dolorosa notizia della morte dell'amata moglie Costanza. Nel 1647, la monarchia francese fu presa di mira dalla "Fronda", un movimento rivoluzionario. Rossi pensò bene di lasciare la Francia e di rientrare a Roma, dove riprese il posto di organista a San Luigi dei francesi.
Morì il 19 febbraio 1653 e fu sepolto nella basilica di Santa Maria in Via Lata, dove il fratello Giovan Carlo aveva acquistato una tomba.

## Opera
Ebbe il merito di introdurre il melodramma italiano presso la corte di Francia e di fondare la cantata da camera.
Luigi Rossi fu autore, tra l'altro, di oltre 200 cantate da camera. Nonostante all'epoca fosse molto conosciuto in tutta Europa, subì un lungo periodo d'oblio. Furono gli studiosi francesi come il Castil-Blaze, Romain Rolland e Henri Prunières a riscoprire la sua opera. In seguito, Alberto Cametti raccolse importanti notizie biografiche e Alfred Wotquenne editò un catalogo con tutte le composizioni attribuite con certezza al Rossi. Torremaggiore lo ha onorato dedicandogli una strada, il teatro comunale ed il liceo civico musicale.